# Nova Mangueira
A Associação Carnavalesca Nova Mangueira (AC Nova Mangueira) é uma escola de samba da cidade de Belém do Pará, no estado brasileiro do Pará.
Foi a nona escola a desfilar em 2011 pelo Grupo 3, com o enredo "Pimenta, Endorfina Malagueta, de Cheiro Pimenta", que falva sobre a história e os usos da pimenta.
Em 2012, ficará fora do carnaval.